# Molophilus barina
Molophilus barina är en tvåvingeart som beskrevs av Günther Theischinger 1988. Molophilus barina ingår i släktet Molophilus och familjen småharkrankar. Inga underarter finns listade i Catalogue of Life.